# Platymya fimbriata
Platymya fimbriata là một loài ruồi trong họ Tachinidae.